# Rajons d'Ogre
Pour les articles homonymes, voir Ogre (homonymie).
Le rajons d'Ogre est situé au centre-sud de la Lettonie dans la région du Zemgale. Les rajons ont été supprimés par la réforme administrative de 2009.

## Population (2000)
Au recensement de l'an 2000, le district avait 63 064 habitants, dont :
- Lettons  : 47 907 personnes, soit 76,00 %.
- Russes  :  9 973 personnes, soit 15,81 %.
- Biélorusses  :  1 933 personnes, soit 3,07 %.
- Ukrainiens  :    960 personnes, soit 1,52 %.
- Polonais :    894 personnes, soit 1,42 %.
- Lituaniens  :    487 personnes, soit 0,77 %.
- Autres  :    910 personnes, soit 1,43 %.

Le terme Autres inclut notamment des ressortissants issus de l'ex-URSS (Estoniens, Kazakhs, Moldaves...), ainsi que des Rroms.

## Novads
- Ogre
- Lielvārde
- Ikšķile
- Ķegums

## Pagasts
- Birzgale
- Jumprava
- Krape
- Ķeipene
- Laubere
- Lēdmane
- Madliena
- Mazozoli
- Meņģele
- Suntaži
- Taurupe